# Simeri
Il Simeri (Marbianu in dialetto, Semirus in latino, Symari in greco) è un fiume della provincia di Catanzaro che nasce nella Sila Piccola e si getta nel Golfo di Squillace.

## Il corso del fiume
Il Simeri ha origine nella Sila Piccola, sul monte Pietra Posta (1524), successivamente attraversa in discesa i territori dei comuni di Albi, Magisano, Zagarise, Sellia, Soveria Simeri, Simeri Crichi per poi sfociare nel golfo di Squillace dopo un percorso lungo 45 km. Il fiume è alimentato, oltre che da diversi affluenti, anche dalle acque provenienti dalla centrale idroelettrica di Magisano.
In passato le acque di alcuni affluenti del Simeri venivano utilizzate da mulini per la macinazione del grano.
Secondo Plinio il Vecchio il fiume "simirus" era al suo tempo navigabile, ma oggi non è più possibile.